# Naoki Usui
Naoki Usui (臼井直樹?, Usui Naoki; 16 agosto 1994) è un giocatore di football americano giapponese che gioca come offensive lineman per i Fujitsu Frontiers.